# L'Aventure du tombeau égyptien
Pour les articles homonymes, voir La Malédiction du tombeau égyptien (téléfilm) et The Adventure of the Egyptian Tomb.
L'Aventure du tombeau égyptien (The Adventure of the Egyptian Tomb), parfois titrée La Malédiction du tombeau égyptien,  est une nouvelle policière d'Agatha Christie mettant en scène le détective belge Hercule Poirot.
Initialement publiée le 26 septembre 1923 dans la revue The Sketch au Royaume-Uni, cette nouvelle a été reprise en recueil en 1924 dans Poirot Investigates au Royaume-Uni. Elle a été publiée pour la première fois France dans la revue Ric et Rac le 27 octobre 1937, puis dans le recueil Les Enquêtes d'Hercule Poirot en 1968.
Elle s'inspire de la découverte en novembre 1922 du tombeau de Toutânkhamon et du décès en avril 1923 de Lord Carnarvon. L'Aventure du tombeau égyptien constitue l'une des premières évocations littéraires de la légendaire « malédiction du pharaon » qui sert ici à dissimuler une série d'assassinats.

## Résumé
Plusieurs membres d'une expédition en Égypte ayant découvert la sépulture d'un pharaon de la huitième dynastie, décèdent dans des circonstances mystérieuses. La veuve de l'un d'entre eux charge Hercule Poirot de reprendre l'enquête rationnellement.
Poirot se rend donc en Égypte, mène l'enquête et découvre le coupable en la personne du médecin de l'expédition.

## Personnages
- Le capitaine Hastings (narrateur)
- Hercule Poirot
- Sir John Willard, archéologue britannique
- Mr Bleibner, archéologue américain, mort d'un empoisonnement du sang
- Rupert Bleibner, son neveu, suicidé d'une balle dans la tête à New York
- Lady Willard
- Sir Guy Willard, fils de Lord et Lady Willard
- Le professeur Toswill, expert délégué par le British Museum
- M. Schneider, expert délégué par le Metropolitan Museum de New York, mort du tétanos
- M. Harper, secrétaire de Mr Bleibner
- Le docteur Ames, médecin du chantier de fouilles
- Hassan, domestique égyptien de Lord Willard

## Éditions
Avant la publication dans un recueil, la nouvelle avait fait l'objet de publications dans des revues, dans la série « The Grey Cells of Mr Poirot II » :
- le 26 septembre 1923, au Royaume-Uni, dans le no 1600 (vol. 123) de l'hebdomadaire The Sketch[1],[2] ;
- en août 1924, aux États-Unis, sous le titre « The Egyptian Adventure », dans la revue Blue Book Magazine[1],[3] ;
- le 27 octobre 1937, en France, sous le titre « Le tombeau égyptien », dans le no 451 de la revue Ric et Rac[4] ;
- le 20 juillet 1950, en France, sous le titre « Le tombeau égyptien », dans le no 11 de la revue Lisez-moi bleu[4] ;
- en juin 1954, aux États-Unis, sous le titre « The Egyptian Tomb », dans le no 3 (vol. 1) de la revue Nero Wolfe Mystery Magazine[5].

La nouvelle a ensuite fait partie de nombreux recueils :
- en 1924, au Royaume-Uni, dans Poirot Investigates[1],[6] (avec 10 autres nouvelles) ;
- en 1925, aux États-Unis, dans Poirot Investigates[1] (avec 13 autres nouvelles, soit 3 supplémentaires par rapport au recueil britannique) ;
- en 1968, en France, dans Les Enquêtes d'Hercule Poirot[4] (recueil ne reprenant que 9 des 11 nouvelles du recueil britannique)
(rééditée en 1990 dans le cadre de la coll.« Les Intégrales du Masque » sous le titre « La Malédiction du tombeau égyptien »).

## Adaptations
- 1993 : La Malédiction du tombeau égyptien (The Adventure of the Egyptian Tomb), téléfilm britannique de la série télévisée Hercule Poirot (34e épisode, 5.01), avec David Suchet dans le rôle principal.
Le titre anglais du téléfilm est conforme à celui des versions britannique et américaine de la nouvelle tandis que le titre de la version en français reprend celui utilisé dans la coll.« Les Intégrales du Masque » de 1990.
- 2004 : The Riddle of the Egyptian Tomb, épisode en deux parties de la série animée japonaise Agatha Christie's Great Detectives Poirot and Marple[7].